# Nossa Senhora de Bonate

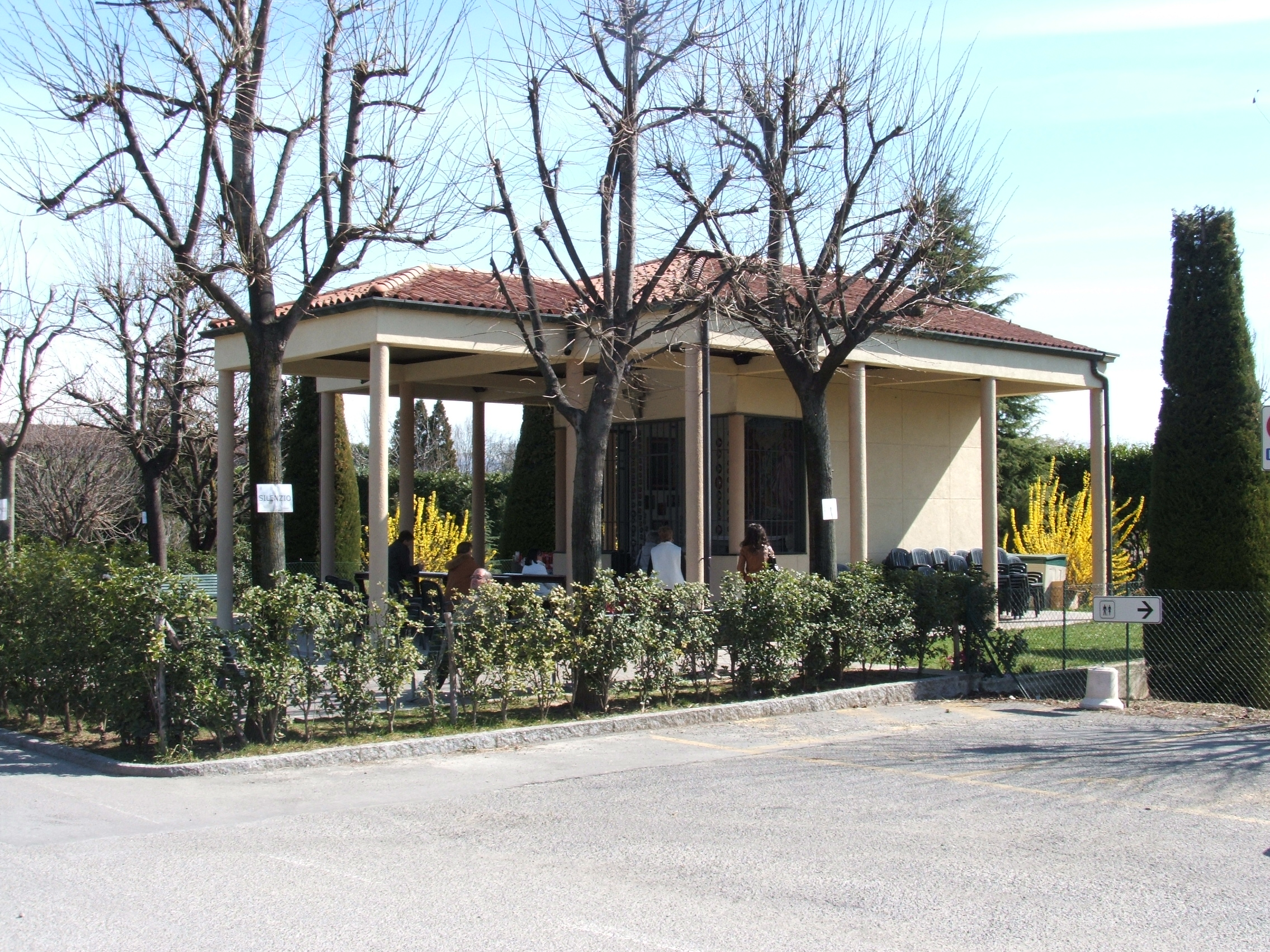
Capela de Nossa Senhora de Bonate em Bonate Sopra, Itália

Maria, Rainha da Família, também chamada de Nossa Senhora de Bonate, são títulos que a Virgem Maria recebe desde suas aparições à pequena Adelaide Roncalli no ano de 1944, perto de Bonate Sopra, na província de Bérgamo. No ano de 2019, o bispo de Bérgamo autorizou o culto mariano na capela das aparições, localizada em Ghiaie di Bonate.

## História
Entre 13 e 21 de maio de 1944, e de 28 a 31 de maio do mesmo ano, uma menina de 7 anos, Adelaide Roncalli, residente na localidade de Il Torchio, no vilarejo de Ghiaie (município de Bonate Sopra, na província de Bérgamo, na diocese de Bérgamo) teria testemunhado treze aparições marianas. A menina relatou ter tido visões da Madona, da Sagrada Família e de anjinhos. Há uma bibliografia sobre esses fenômenos, testemunhos escritos, material fotográfico e um filme, rodados pelo cinegrafista Vittorio Villa nos últimos 4 dias das aparições (28, 29, 30 e 31 de maio de 1944).
O ato episcopal de 30 de abril de 1948, emitido pelo bispo de Bérgamo, Adriano Bernareggi, ainda está em vigor em relação às supostas aparições. Neste ato, a autoridade eclesiástica sustenta que, em relação a tais fenômenos, "a realidade das aparições e revelações não é confirmada". Apesar disso, o local ainda é um destino de peregrinações. Em 13 de maio de 2010, a leste da capela construída pela diocese de Bérgamo em 1945, foi inaugurado um "jardim de oração", que abriga um tríptico da Sagrada Família, obra da "Fraternidade Missionária Leiga Católica da Santa Cruz" de Sanremo, parte da Fundação Missionária Sainte Croix.
Adelaide Roncalli morreu em 24 de agosto de 2014 em um hospital em Milão. Suas últimas palavras foram: "venha, venha." Nossa Senhora predisse a ela, na sétima mensagem: "Você me verá novamente na hora de sua morte, eu a manterei sob meu manto e a levarei para o céu." Mais de duas mil pessoas compareceram ao funeral, realizado em Ghiaie di Bonate - como ela desejava; seu corpo repousa no cemitério do vilarejo de Bonatese.

## As treze aparições
Existem pelo menos duas versões dos diários holográficos de Adelaide Roncalli, uma escrita em Milão em 1949 e outra posterior, descoberta pelo religioso padre Raschi de Gênova. Os dois diários, escritos em épocas e lugares diferentes, são substancialmente os mesmos, diferindo apenas em pequenos detalhes.
Em 13 de maio, Adelaide Roncalli foi colher flores para Nossa Senhora, quando escreveu que viu um pequeno ponto luminoso descendo do alto, aumentando progressivamente de tamanho. Ela acrescentou que reconheceu Nossa Senhora com o Menino Jesus nos braços e São José ao seu lado, cercados por três ovais de luz. Maria também lhe disse para não ter medo, instando-a a ser "boa, obediente, respeitosa com os outros" e convidando-a a retornar, antes de desaparecer sem lhe dar as costas.
O diário continua com a história da segunda aparição, que ocorreu no domingo, 14 de maio, predita por duas pombas brancas: Nossa Senhora previu que ela se tornaria uma freira sacramentina. A jovem entrou na Congregação das Irmãs Sacramentinas como postulante, mas foi forçada a sair logo depois devido à sua situação particular em relação às supostas aparições. Adelaide Roncalli acrescenta que teve outras onze aparições, acompanhadas de mensagens, a última das quais foi em 31 de maio de 1944.

### As mensagens
- 13 de maio de 1944 – Primeira aparição:

"Você deve ser bom, obediente, respeitoso com os outros e sincero: reze bem e volte a este lugar por nove noites, sempre neste horário."
- 14 de maio de 1944 – Segunda aparição:

"Você deve ser bom, obediente, sincero e rezar bem, respeitoso com os outros. Entre os seus quatorze e quinze anos, você se tornará uma Irmã Sacramentina. Você sofrerá muito, mas não chore, porque depois disso você virá comigo para o Céu!"
- 15 de maio de 1944 – Terceira aparição:

Diga-lhes que, se quiserem que seus filhos sejam curados, devem fazer penitência, rezar muito e evitar certos pecados. Se os homens fizerem penitência, a guerra terminará em dois meses; caso contrário, durará pouco menos de dois anos.
- 16 de maio de 1944 – Quarta aparição:

"Muitas mães têm filhos infelizes por causa de seus pecados graves; que elas não pequem mais e seus filhos serão curados... Rezem pelos pobres pecadores que precisam das orações das crianças." (Adelaide também pediu um sinal externo para satisfazer o desejo das pessoas, e Nossa Senhora teria respondido: "Isso também virá a seu tempo.")
- 17 de maio de 1944 – Quinta aparição:

"Conte ao Bispo e ao Papa o segredo que lhe confio... Recomendo que faça o que lhe digo, mas não o conte a mais ninguém. (Adelaide revelou o segredo ao bispo em 20 de maio, e ao Papa Pio XII somente em 1949)"
- 18 de maio de 1944 – Sexta aparição:

"Oração e penitência... Rezem pelos pobres e obstinados pecadores que estão morrendo neste momento e que trespassam meu Coração... A oração que mais me agrada é a Ave Maria."
- 19 de maio de 1944 – Sétima aparição:

Não, não é necessário que todos venham aqui. Aqueles que puderem, de acordo com seus sacrifícios, poderão vir, e serão curados ou permanecerão doentes, mas que não se cometa nenhum pecado mais grave (Adelaide também rezou a Nossa Senhora para que realizasse algum milagre para que as pessoas pudessem crer). Eles também virão, muitos se converterão e eu serei reconhecida pela Igreja... Medite nestas palavras todos os dias da sua vida, tenha coragem em todos os seus sofrimentos. Você me verá novamente na hora da sua morte, eu o segurarei sob o meu manto e o levarei para o céu.
- 20 de maio de 1944 – Oitava aparição:

Amanhã será a última vez que falo com você, e então, durante sete dias, deixarei que você pense cuidadosamente sobre o que eu disse. Tente entender bem, porque quando você for mais velho, será muito útil se quiser ser todo meu. Depois desses sete dias, voltarei mais quatro vezes.
- 21 de maio de 1944 – Nona aparição: (Esta aparição foi silenciosa).
- 28 de maio de 1944 – Décima aparição:

Rezem pelos pecadores teimosos que sofrem em meu coração por não pensarem na morte. Rezem também pelo Santo Padre, que está passando por momentos difíceis. Ele é maltratado por muitos, e muitos tentam matá-lo. Eu o protegerei, e ele não deixará o Vaticano. A paz não tardará a chegar, mas meu coração anseia por uma paz mundial em que todos se amem como irmãos. Só assim o Papa terá menos que sofrer.
- 29 de maio de 1944 – Décima primeira aparição:

Os doentes que desejam ser curados devem ter mais fé e santificar seu sofrimento se desejam alcançar o céu. Se não o fizerem, não terão recompensa e serão severamente punidos. Espero que todos os que conhecem a minha palavra se esforcem para alcançar o céu. Aqueles que sofrem sem reclamar obterão de mim e do meu Filho tudo o que pedirem. Rezem muito por aqueles cujas almas estão doentes; meu Filho Jesus morreu na cruz para salvá-los. Muitos não entendem estas minhas palavras, e por isso eu sofro.
- 30 de maio de 1944 – Décima segunda aparição:

"Querida criança, você é toda minha, mas mesmo sendo querida ao meu coração, amanhã eu a deixarei neste vale de lágrimas e dor. Você me verá novamente na hora da sua morte e, envolta em meu manto, eu a carregarei para o céu. Levarei também consigo aqueles que a compreendem e sofrem."
- 31 de maio de 1944 – Décima terceira aparição:

«Querida filha, lamento ter de te deixar, mas o meu tempo já passou; não te assombres se não me vires por algum tempo. Pensa no que te disse; na hora da tua morte, voltarei. Neste vale de verdadeiras dores, serás uma pequena mártir. Não desanimes, desejo o meu triunfo em breve. Reza pelo Papa e dize-lhe que o faça depressa, porque quero ser solícita por todos neste lugar. Tudo o que me for pedido, intercederei junto do meu Filho. Serei a tua recompensa se o teu martírio for alegre. Estas minhas palavras serão um conforto para ti na tua provação. Suporta tudo com paciência e virás comigo para o céu. Aqueles que voluntariamente te fazem sofrer não virão para o céu, a menos que primeiro se tenham reparado e se arrependido profundamente. Sê feliz e voltaremos a ver-nos, pequena mártir".

## O "Milagre do Sol"
Em Ghiaie, diz-se que um fenômeno semelhante ao Milagre do Sol de Fátima ocorreu seis vezes.

## As investigações
De 21 de maio a 7 de junho de 1947, as aparições foram submetidas a um processo diocesano, durante o qual um conselho composto por representantes do clero local e presidido por Monsenhor Merati, cônego da catedral de Bérgamo, interrogou Adelaide Roncalli, que negou ter tido qualquer aparição. Mais tarde, porém, em seu diário, ela relatou ter escrito sob ditado, no que definiu como um estado de "violência moral".
As supostas aparições não foram reconhecidas pela Igreja de Bérgamo: o decreto episcopal de 18 de abril de 1948, assinado pelo bispo Adriano Bernareggi, que expressa um julgamento negativo ainda está em vigor: "não há evidências de origem sobrenatural". Os bispos que se sucederam à frente da diocese de Bérgamo (Monsenhor Giuseppe Piazzi, Monsenhor Clemente Gaddi, Monsenhor Julio Oggioni, Monsenhor Roberto Amadei e Monsenhor Francesco Beschi) sempre reafirmaram a validade do decreto.
O bispo de Bérgamo, Dom Francesco Beschi, anunciou em 13 de fevereiro de 2019, sob indicação da Santa Sé, que "autorizaria, valorizaria, salvaguardaria e acompanharia" a devoção a "Maria, Rainha da Família" em Ghiaie di Bonate, excluindo todavia qualquer referência a mensagens e aparições, reiterando assim o "non constat" de Dom Adriano Bernareggi.

## A capela
Uma capela existe no local desde 1945, erguida pela Cúria de Bérgamo no final de 1944. Em 1945, a mesma Cúria também elaborou um plano para a construção de um pequeno santuário, que, no entanto, permaneceu no papel. A capela foi despojada no início de junho de 1947 , após um decreto episcopal ordenando a remoção de todos os objetos sagrados relacionados à Madona delle Ghiaie do edifício sagrado. Posteriormente, a capela, agora propriedade da Diocese de Bérgamo, foi novamente adornada com objetos sagrados e continua sendo um local de peregrinação.
A entrada do campo Colleoni fica à esquerda, 100 metros antes da capela. A inscrição "Manifestum est hic Sancta Familia apparuit" ("É claro que a Sagrada Família apareceu aqui") foi colocada no portão de entrada em 2008. Este é o local onde, segundo os diários da menina, as aparições ocorreram.

## Rádio e TV
Os meios de comunicação nacionais cobriram o caso Ghiaie: entre eles Mattino Cinque, em novembro de 2008, Top Secret, em dezembro de 2007, e Mattina sul 2, em maio de 2008.
Nos últimos anos, a Rádio Maria dedicou diversas mesas redondas ao tema das aparições de Ghiaie di Bonate. A rádio oficial da diocese de Bérgamo, "Rádio E", também dedicou uma série de programas à história das aparições de 1944, transmitidos nos meses de outubro, novembro e dezembro de 2008 e apresentados pelo Professor Alberto Lombardoni.